# City Tower Linz
Der City Tower Linz ist ein Bürohochhaus. Mit 67 Metern Höhe ist er zurzeit das fünfthöchste Gebäude der oberösterreichischen Hauptstadt Linz. Er befindet sich im Stadtteil Lenaupark im Linzer Stadtbezirk Makartviertel. Geplant wurde der Komplex von den Linzer Architekturbüros Franz Kneidinger und Heinz Stögmüller. Er befindet sich im Besitz der J. Brandstetter Bauträger Beteiligungen GmbH.
Das Gebäude war ursprünglich kein Zwillingsbau. Bis 2003 existierte nur der City Tower 1 mit insgesamt 13 oberirdischen Etagen. Er war in Besitz des VÖEST-Stahlhandels. Erst 2003/2004 wurde der City Tower 1 um zwei Etagen erhöht, und der City Tower 2 wurde angebaut. Seither wird das Zwillingsgebäude allgemein als City Tower Linz zusammengefasst. Die einzelnen Gebäudeteile sind durch Treppen und Aufzüge miteinander verbunden.
Der City Tower 1 hat seit der Aufstockung 15, der City Tower 2 insgesamt 18 (oberirdische) Stockwerke. Im gesamten Gebäudekomplex stehen etwa 9.000 m² Nutzfläche zur Verfügung. Es ist eine Tiefgarage mit 90 Stellplätzen vorhanden.